# Kriptodenarnica
Kríptodenárnice so elektronske denarnice v obliki strojne ali programske opreme. Namenjene so shranjevanju  javnih in zasebnih ključev, ki so potrebni za prejemanje in plačevanje s kriptovalutami. Kriptovalute lastnik sicer nima v fizični posesti, s kripto denarnico in zasebnim ključem pa lahko dostopa do baze, od koder razpolaga s svojim imetjem v določeni kriptovaluti. Vsaka enota kriptovalut ima svoj lastni ključ s katerim lahko uporabnik dostopa do nje in je zavarovana s tako imenovano tehnologijo blokverige, ki beleži ne samo informacije o transakcijah v kriptovalutah, pač pa vse podatke, ki so pomembni za vsako enoto. Tako lahko uporabnik del svojega imetja s svoje kriptodenarnice prenese na kriptodenarnico drugega uporabnika, pri čemer se prenese lastništvo nad kriptovaluto, le ta pa ostane na svojem mestu na strežniku namenjenem shranjevanju in ohranjanju enot kriptovalut. Blokverižna tehnologija vse transakcije zavaruje s kriptografijo (zgoščevalnimi vrednostmi),  tako da podatki niso vidni vsem. To prav tako onemogoča brisanje transakcij, kar otežuje ilegalna plačila.

## Oblike kriptodenarnic
Kriptodenarnice obstajajo v različnih oblikah, ki omogočajo različne načine shranjevanja kriptovalut. Ločimo jih v tri kategorije. Programsko opremo (software), strojno opremo (hardware) in papirne denarnice.

#### Denarnice kot del programske opreme
Najbolj priljubljene so kriptodenarnice v obliki aplikacije, ki si jih uporabniki naložijo na svoje naprave (telefon, računalnik), do nekaterih pa je možno dostopati tudi prek spleta.  Razlikujemo:
- Kriptodenarnice kot aplikacije naložene na računalnik, so dostopne zgolj iz računalnika, na katerega so bile naložene. Predstavljajo visoko stopnjo varnosti, saj je dostop do kriptovalute mogoč le imetniku naprave in zasebnega ključa, ogrožajo pa jih hekerski napadi in virusi, zato je potrebno redno posodabljati računalniško programsko opremo, prav tako pa tudi aplikacijo samo.
- Spletne kriptodenarnice so dostopne preko oblaka iz katere koli računalniške naprave. Tovrstne kriptodenarnice so lahko dostopne, vendar pa so privatni ključi shranjeni tudi na spletu in pod nadzorom tretje osebe (podjetja, ki ima aplikacijo v lasti). V tem primeru obstaja večje tveganje hekerskega napada ali kraje.
- Mobilne kriptodenarnice so izredno lahko dostopne in preprostejše, zaradi omejenega prostora na telefonu. Predvsem so namenjene vsakodnevni uporabi, kot so nakupi v trgovinah, manj pa so primerne za shranjevanje večjih vsot, saj je tveganje za zlorabo takšne oblike kriptodenarnice veliko večje (npr. v primeru kraje mobilnega telefona).[3]

Denarnice kot del strojne opreme
Tovrstne denarnice so primerne za shranjevanje večjih vsot kriptovalut. Razlog za to je shranjevanje zasebnega ključa na posebni napravi, ki ni povezana s spletom in je torej varna pred zlorabami. Denarnica je naložena na zunanjem mediju. Ko se naprava poveže z računalnikom z internetnim dostopom in vnese pravilna PIN koda, lahko uporabnik/lastnik upravlja z imetjem. Varnost zasebnega ključa je poglavitna skrb lastnika kriptovalut saj predstavlja edini ključ do posameznikovega kripto-kapitala. V primeru izgube zasebnega ključa posameznik ne more dostopati do kapitala, v primeru kraje pa se premoženja lahko polasti storilec.

#### Denarnice v papirni obliki
Kripto denarnice v papirni obliki so izredno varne in lahke za uporabo. Predstavljajo fizično natisnjene ključe, ki jih lahko uporabnik vnese v računalnik z internetnim dostopom in jih uporabi za prenašanje kriptovalut. Ključe na papirni denarnici prepoznamo v obliki kode QR.

### Varnost kriptodenardnic
Kripto denarnice se razlikujejo tudi po stopnji  varnosti. Manjšo stopnjo varnosti zagotavljajo kripto denarnice v obliki programske opreme, saj so povezane s spletom in so izpostavljene hekerskim napadom. Pri kripto denarnicah strojne opreme in kripto denarnicah v papirni obliki obstaja tveganje fizične izgube podatkov, je pa verjetnost kraje ali zlorabe veliko manjša.

### Varnost uporabnikov
Čeprav se s plačevanjem s kriptovalutami direktno ne uporabljajo osebni podatki, se vsi podatki o transakcijah beležijo, hranijo decentralizirano, vsi podatki o uporabniku pa so shranjeni tudi na spletu. To potencialno omogoča  identifikacijo osebe s pomočjo IP naslova in s tem tudi posege v zasebnost. Poleg tega so uporabniki izpostavljeni tudi drugim vrstam prevar, kot so lažni stroški, kraja oziroma dekodiranje njihovega zasebnega ključa ali izsiljevanje.
Kraje kriptovalut se odvijajo preko hekerskih napadov na spletne kriptodenarnice, menjalnice kriptovalut in platforme na katerih delujejo mreže rudarjev. Kriptovalute niso zavarovane pred krajo, kar pomeni da ob izgubi kriptovalut ni garantirano nobeno povračilo škode. Odmevnejši primer  je na primer hekerski napad na podjetje NiceHash, kateremu so v enem samem napadu odtujili  4700 bitcoinov v takratni vrednosti 60 milijonov evrov.

### Uveljavljene kriptodenardnice
Glede na visoko tveganje pri vlaganju v kriptovalute uporabniki izbirajo med kriptodenarnicami, ki ustrezajo njihovim zahtevam po varnosti in namenskosti.  Med najbolj znane kriptodenarnice sodijo:
- Bread wallet je mobilna denarnica za vsakodnevno plačevanje, dostopna za uporabnike Android in iOs operacijskega sistema. Med transakcijo kripto valut aplikacija ne uporablja nobenega strežnika, kar pomeni, da uporabnik ves čas nadzira kapital, dokler  ga ne prejme naslovnik.
- Exodus je aplikacija na računalniškem namizju, ki podpira valute Bitcoin, Ether, Litecoins, Doge coins in Dash. Omogoča preprosto dodatno varovalo (backup) in pretvorbo med kriptovalutami.
- Copay je kriptodenarnica za mobilne naprave s povezavo na spletu. Denarnica omogoča funkcijo »multi signature« (za transakcijo so potrebne vse pristojne osebe z lastništvom zasebnega ključa).
- Jaxx je prav tako denarnica v obliki aplikacije, ki podpira  več kriptovalut in omogoča uporabo papirnih denarnic s skeniranjem QR kode.
- Armory je aplikacija, ki omogoča shranjevanje ključev izven spleta, multi signature in možnost izdelave papirne denarnice s pomočjo QR kode.
- Trezor je denarnica v obliki strojne opreme, namenjena pa je shranjevanju večjih količin Bitcoinov. Denarnica ne omogoča vpogleda v privatni ključ (privatni ključ je v strojni opremi, lastniku ni poznana v obliki kode ali zapisa), kar jo naredi enako varno kot fizični kapital (nevarnost fizične kraje)
- Blockchain.info je najpopularnejša Bitcoin denarnica. Dostopna je iz vseh brskalnikov in pametnih telefonov. Denarnica uporabniku omogoča dve dodatni varnostni plasti (potreben vnos PIN kode ob vsaki transakciji in potrditev transakcije s strani prej izbrane osebe), podjetje pa nima dostopa do osebnih ključev uporabnikov. Vse transakcije tečejo skozi strežnike podjetja[5]